# رود مدویدیتسا
رود مدویدیتسا رودی است که از کشور روسیه می‌گذرد و به رود دن می‌ریزد. طول آن ۷۴۵ کیلومتر (۴۶۳ مایل) است.